# BMW
BMW AG (рус. Бэ-Эм-Вэ́) — немецкий производитель автомобилей, мотоциклов, двигателей, а также велосипедов. Более 45 % акций принадлежит семье Квандт. Председателем правления компании является Оливер Ципсе. Главный дизайнер — Йозеф Кабан. В списке крупнейших публичных компаний мира Forbes Global 2000 за 2022 год BMW Group заняла 60-е место, а в списке Fortune Global 500 — 55-е место.
Девиз компании — «Freude am Fahren», с нем. — «С удовольствием за рулём». Для англоязычных стран был придуман также девиз «The Ultimate Driving Machine» (с англ. — «Идеальная машина для вождения»).

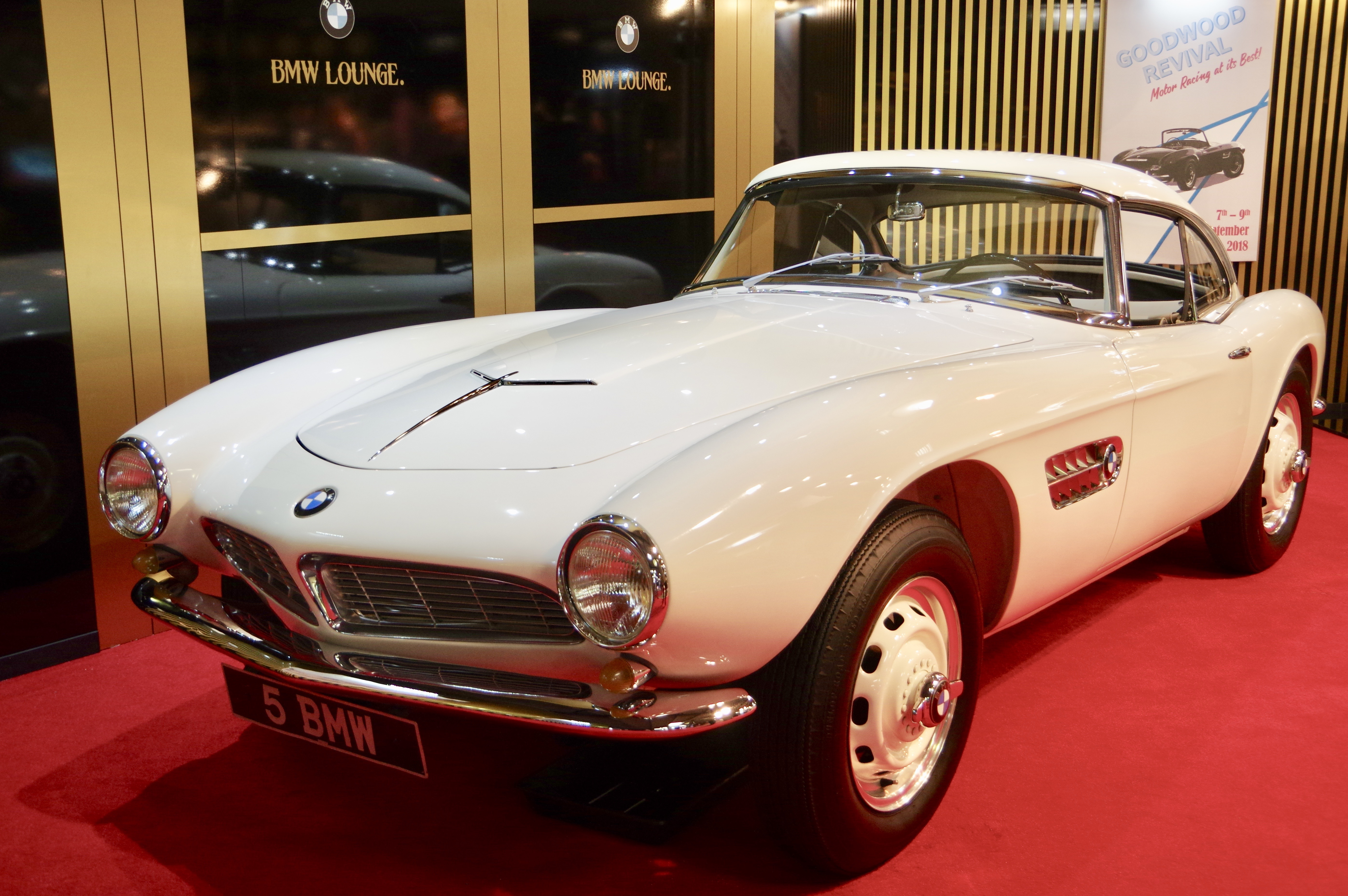
BMW 507
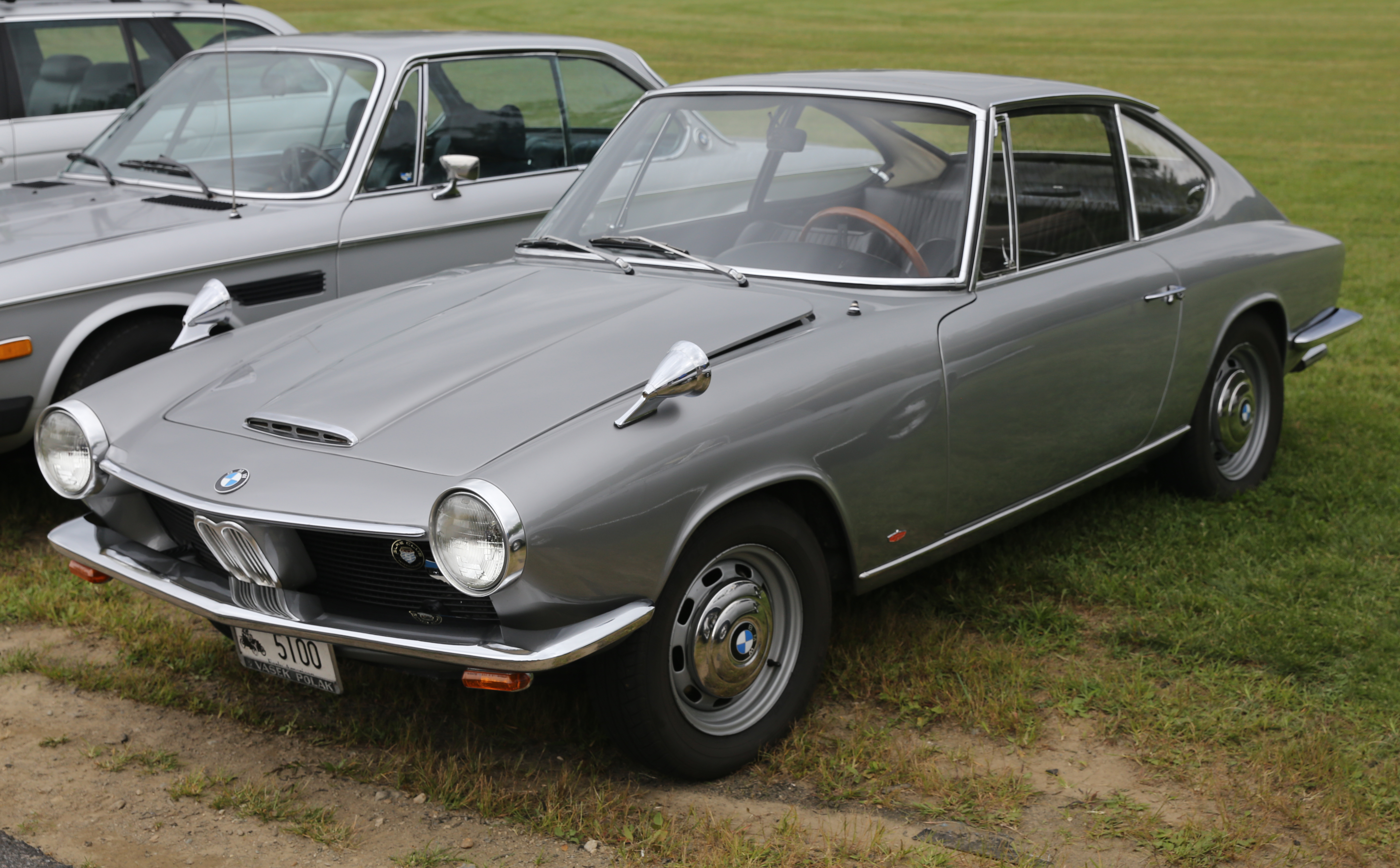
BMW 1600 GT
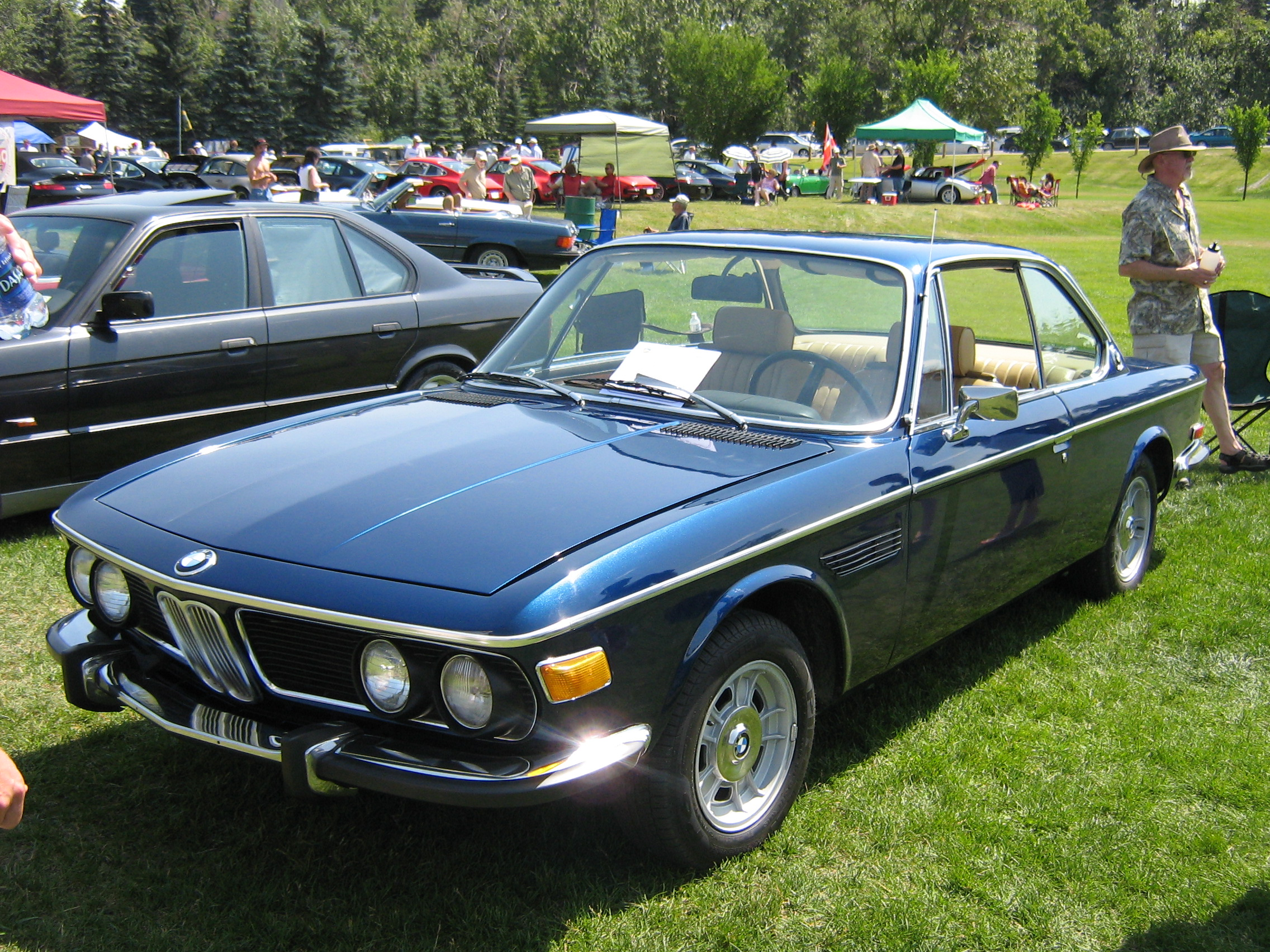
BMW 2800 CS
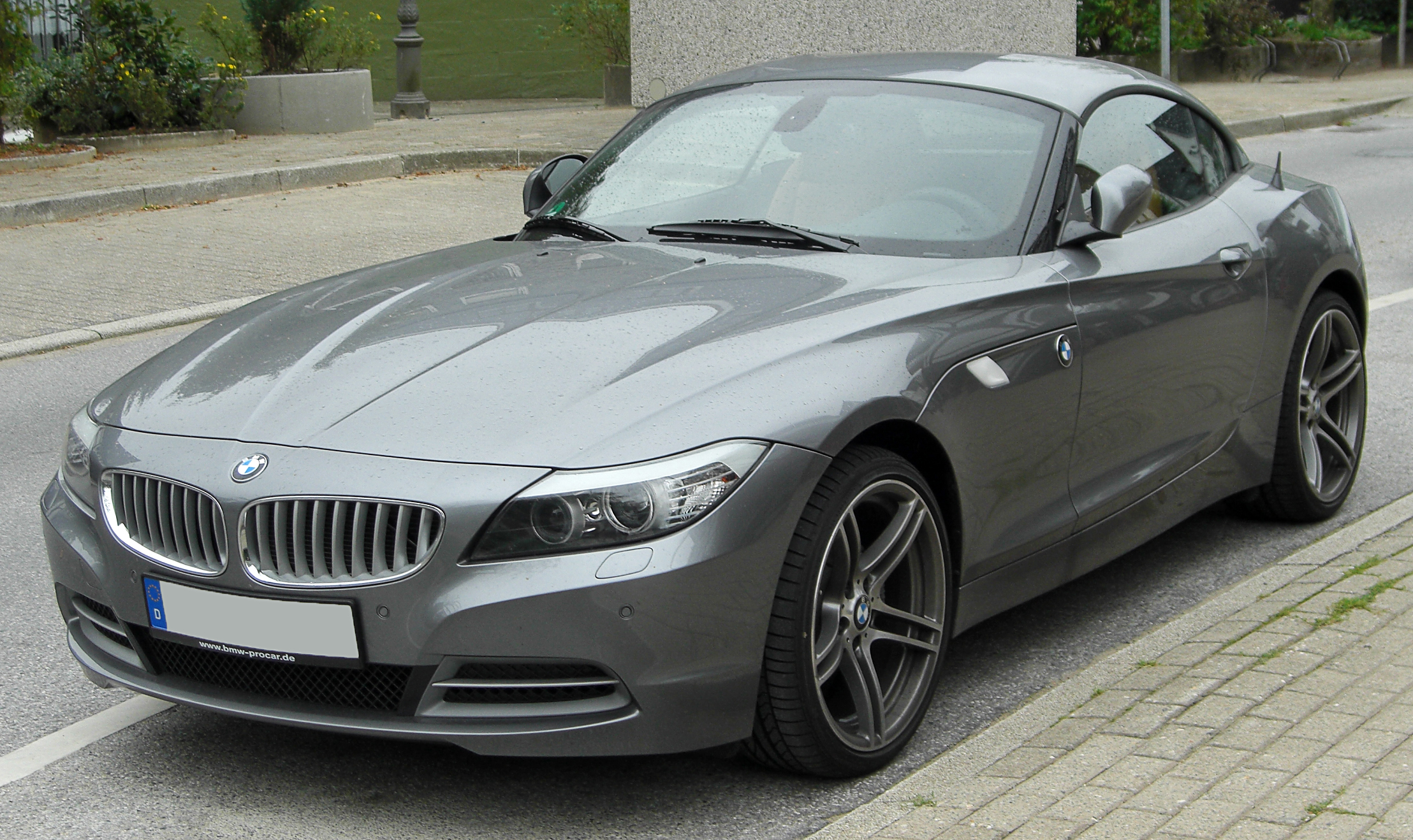
BMW Z4
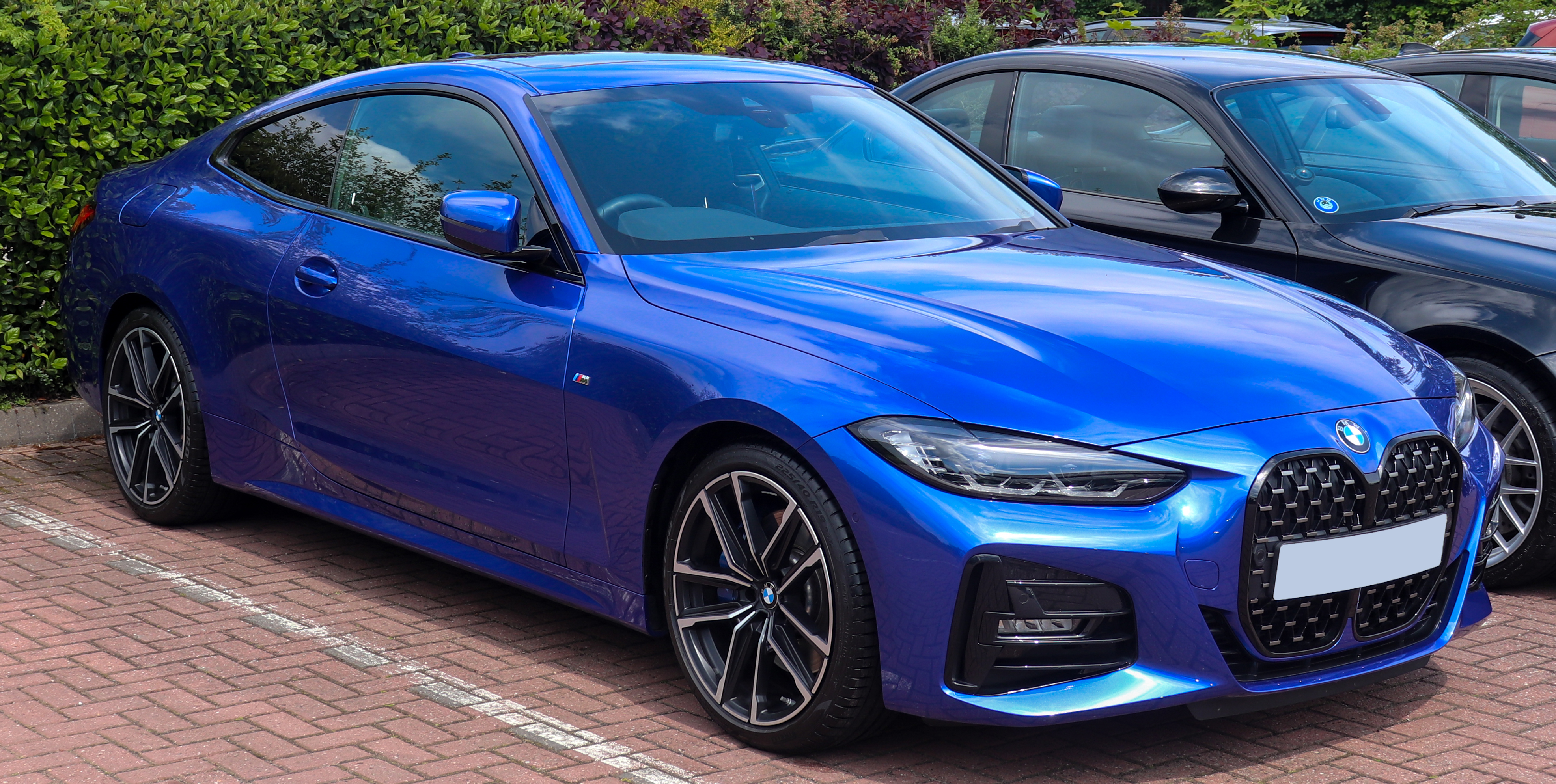
BMW 4

## Название и логотип
BMW является аббревиатурой названия Bayerische Motoren Werke AG (с нем. — «Баварские моторные заводы»), хотя в последнем по правилам немецкого языка Motorenwerke должно писаться слитно.
По-русски название «BMW» произносится «бэ-эм-вэ́», что близко к немецкому произношению; изредка встречается написание «БМВ». Существует также несколько «неофициальных» названий: из англоязычного произношения аббревиатуры «би-эм-дабл-ю» для мотоциклов фирмы исторически сложилось название «бимер» (англ. beemer), для автомобилей — похожее, но не равнозначное «биммер» (англ. bimmer). В России для обозначения марки могут также применяться названия «бэха», «биммер», «бумер», в Греции — «beba», в арабских странах — «BM». Автомобили также могут называться соответственно их серии, например для 5-й серии — «пятёрка» (нем. Fünfer).
В логотипе компании чёрное кольцо было заимствовано от логотипа завода авиационных моторов Раппа. Белые и голубые сектора указывают на флаг и герб Баварии, в свою очередь основанных на гербе рода Виттельсбахов, правивших Баварией с конца XII по начало XX века.

## История

### До Второй мировой войны
Компания ведёт свою историю с 1913 года, когда Карлом Фридрихом Раппом было создано предприятие по производству авиационных двигателей. Компания Bayerische Motoren Werke, созданная на основе предприятия, была официально зарегистрирована в 1917 году.
После Первой мировой войны по условиям Версальского мирного договора 1919 года было запрещено производство самолётов в Германии, вследствие чего BMW перешла на производство сельскохозяйственной техники, предметов домашнего обихода и тормозов для поездов. В 1923 году на фабрике в Мюнхене был выпущен первый мотоцикл BMW. В 1924 году на самолёте, оснащённом двигателями BMW, состоялся первый межконтинентальный полёт в Персию. В 1926 году гидросамолёт Rohrbach Ro VII с двигателями BMW VI устанавливает пять мировых рекордов. В 1927 году было установлено 87 мировых авиарекордов, 29 из них — на самолётах с двигателями BMW.
В 1928 году BMW приобрела автомобильный завод в Айзенахе (Тюрингия), в следующем году на этом заводе был выпущен первый автомобиль компании — Dixi. В том же году Эрнст Хенне на мотоцикле с мотором BMW становится самым быстрым мотоциклистом в мире.

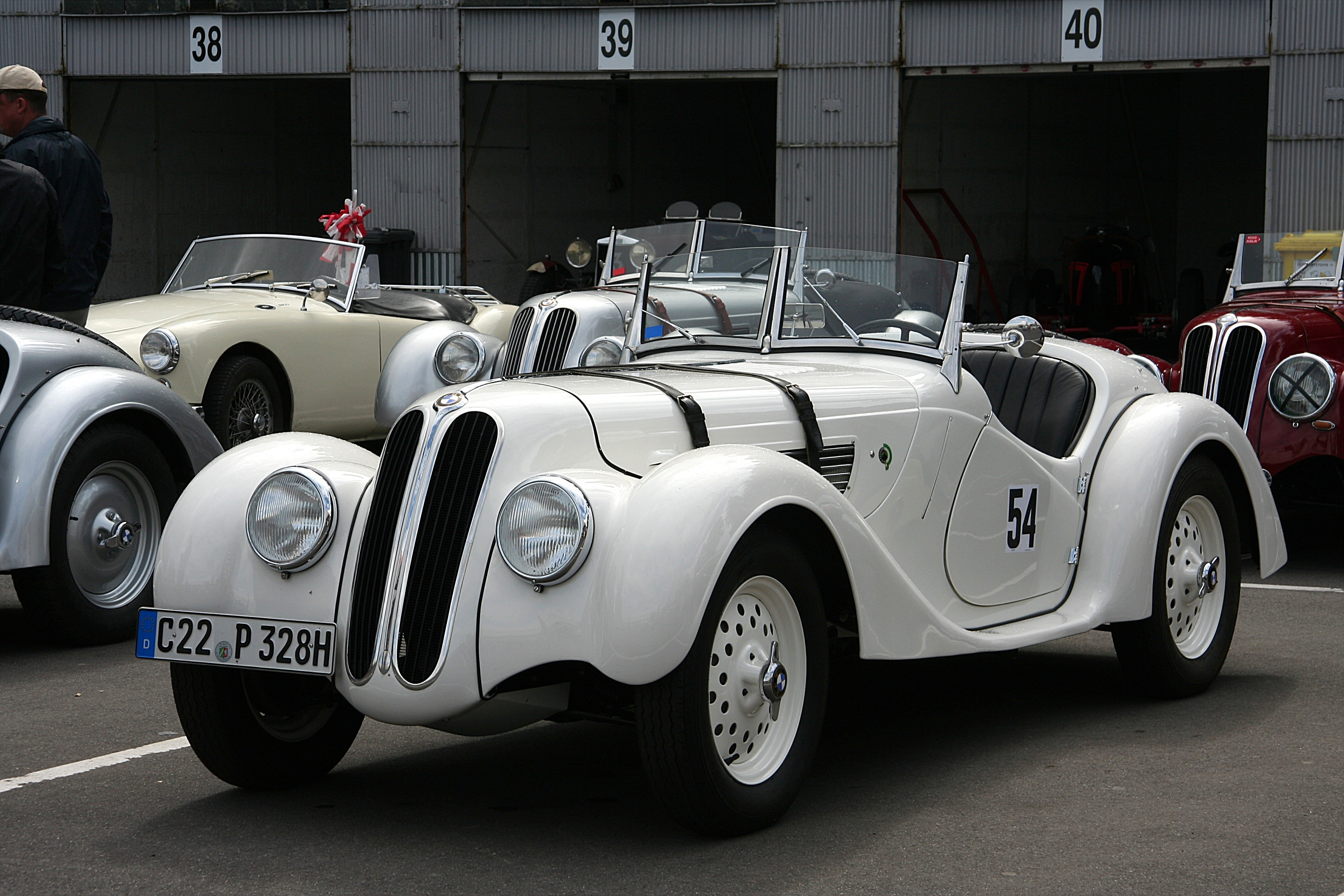
BMW 328

В 1933 году компания начала производство авиационных двигателей для Люфтваффе, в частности приобрела лицензию на выпуск моторов Hornet. Также началось производство автомобилей 300-й серии, в частности очень успешный BMW 328, представленный в сентябре 1936 года. В июне 1939 года Siemens продал свой машиностроительный филиал BMW, включавший Бранденбургские моторостроительные заводы, а также заводы и фабрики, лаборатории и испытательные полигоны в Шпандау, Нидербарниме, Басдорфе и Зюльсдорфе. Кроме этого, на государственные средства был построен новый завод близ Мюнхена. На базе приобретённых предприятий в дополнение к уже имеющимся двигателестроительным заводам были созданы: фабрика авиационных и ракетных двигателей (Flugzeugturbinenfabrik) и подразделение ракетной техники и ракетного вооружения (BMW-Raketenabteilung) с исследовательским центром в Зюльсдорфе и производством в Шпандау. К осени 1940 года на ракетных заводах BMW в Шпандау и Нидербарниме было занято только немецких граждан около 10 тыс. человек плюс военнопленные, к которым вскоре присоединились остарбайтеры. В 1942 году под давлением Имперского управления вооружений пост председателя правления занял Фриц Хилле.

### Вторая мировая война
В годы накануне и во время Второй мировой войны компания существенно диверсифицировала спектр направлений своей деятельности, включив вдобавок к моторо- и машиностроению (которые интенсифицировались за счёт наращивания производственных мощностей и привлечения остарбайтеров) такие сферы деятельности, как ракетная техника и ракетное вооружение, управляемое оружие и другие передовые на тот момент направления работы. К началу 1940-х годов подразделение ракетного вооружения интенсифицировало свои эксперименты и осенью 1940 года уже было готово к развёртыванию серийного производства ряда разработанных им образцов, что не произошло по независящим от руководства компании причинам, поэтому основным направлением работы бранденбургских заводов BMW было производство реактивных двигателей для военных реактивных самолётов. В сфере разработки вооружения и военной техники учёным и инженерам компании среди прочего принадлежит ряд важных открытий и изобретений в сфере тактического ракетного вооружения: именно в лабораториях BMW в 1941 году был проведён ряд фундаментальных исследований и научно-исследовательских работ, подтвердивших принципиальную возможность и целесообразность создания тактических ракетных вооружений пехоты и авиации, но по сугубо бюрократическим причинам было отвергнуто руководством немецкой военной промышленности. Результаты их работы оказались востребованы только на завершающем этапе войны, а в странах антигитлеровской коалиции они стали доступны только в послевоенное время (на основе вывезенной из Германии проектно-технической документации и с использованием немецких же учёных).

### После войны

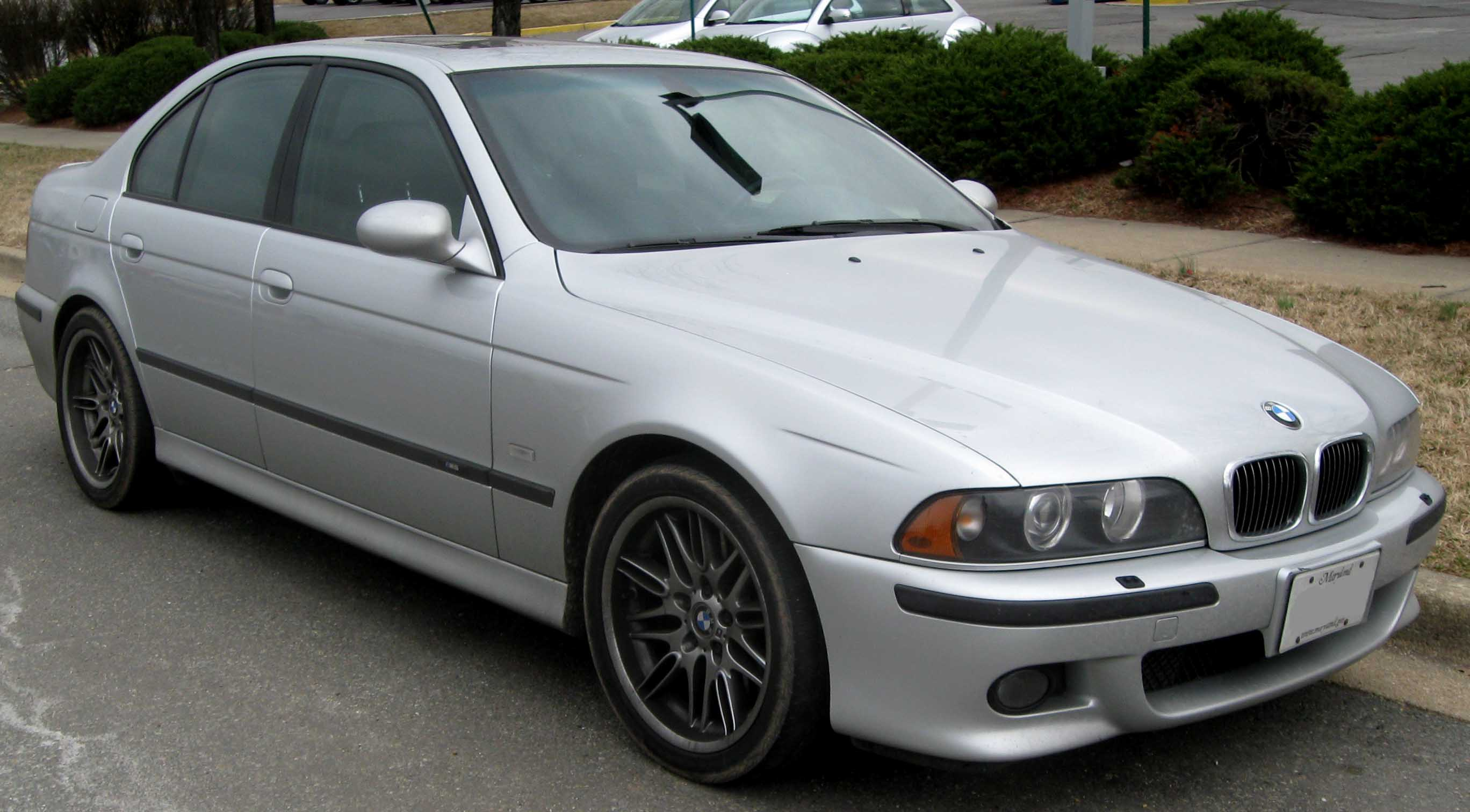
BMW M5 (E39)

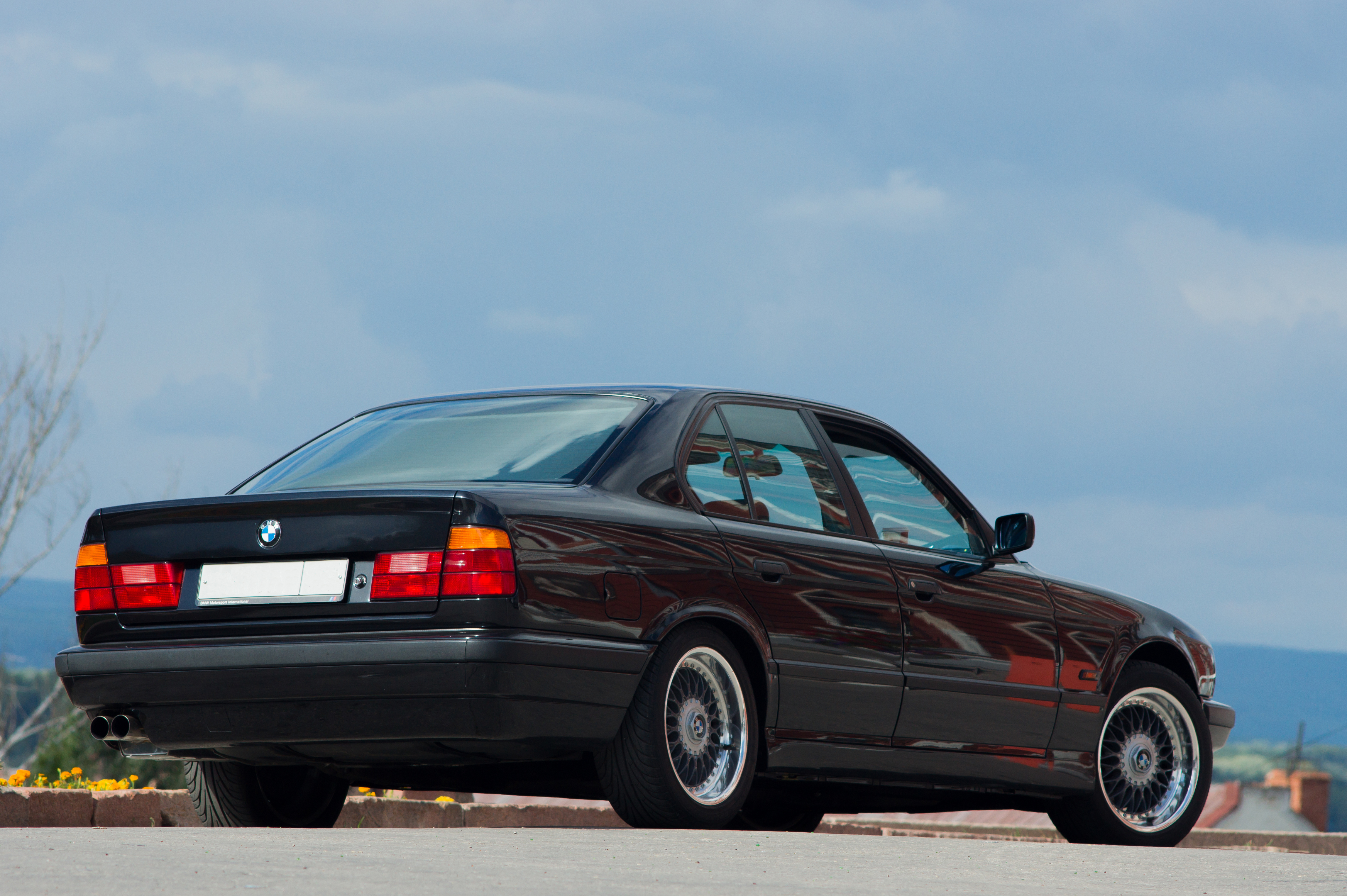
BMW E34

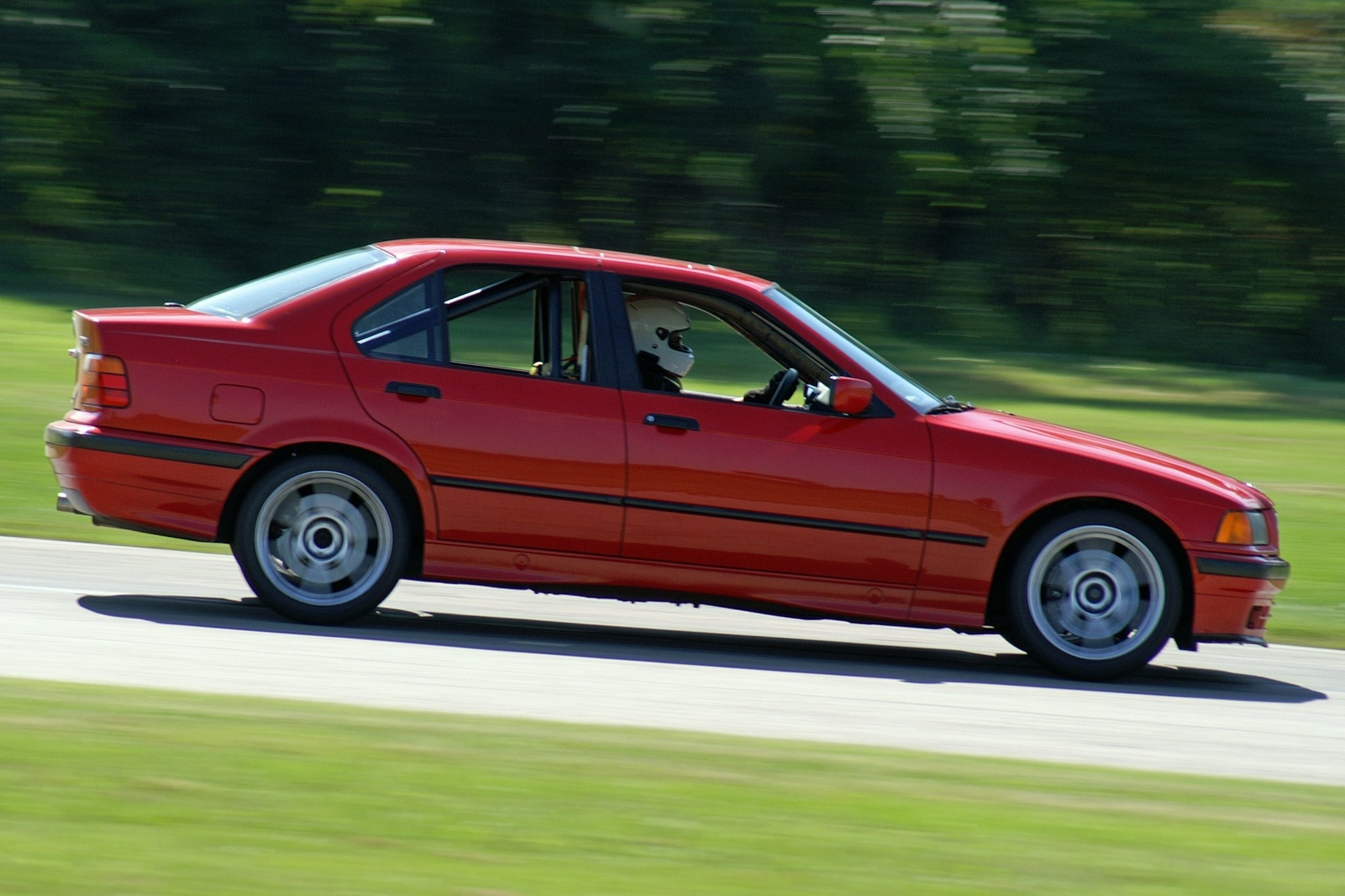
BMW E36

В апреле 1945 года Красная Армия заняла Бранденбургский промышленный район и все расположенные там предприятия BMW, все документы были конфискованы, некоторые здания использовались в качестве тюрем. К 1948 году советские власти демонтировали все бранденбургские заводы BMW, промышленные здания и сооружения были взорваны и снесены, поскольку советское руководство опасалось, что в случае начала войны с бывшими западными союзниками восточно-немецкое население охотно встанет на их сторону, а развитая промышленность Восточной Германии вновь заработает против СССР.
Могущественный в довоенную эпоху концерн BMW оказался после Второй мировой войны в критическом положении во многом из-за запрета на производство составлявших основу её бизнеса авиационных двигателей и уничтожения или занятия противниками Германии по мировой войне заводов концерна в Мюнхене (Американская зона оккупации Германии) и Айзенахе (Советская военная администрация Германии). Так, Мильбертсхофенский автозавод под Мюнхеном, согласно решению американских оккупационных властей, подлежал сносу.
Как и другим немецким автомобильным компаниям с разрушенной Второй мировой войной промышленной базой, BMW понадобились годы на возрождение: лишь в 1962 году компания выпустила на рынок коммерчески успешный автомобиль. Стратегия BMW в послевоенные годы заключалась в попытках поправить дела за счёт производства мотоциклов и небольших автомобилей с малой мощностью; в 1948 году мотоцикл R24 из Мюнхена стал первым послевоенным изделием BMW, он имел более низкую цену чем довоенные модели, и, как следствие, был гораздо более доступен и пользовался большим спросом у нуждающихся в средствах передвижения немцев. К 1951 году BMW производила более 18 тыс. этих мотоциклов в год, что приносило прибыль и обеспечивало разработку новой модели — R51 — уже с 2-цилиндровым оппозитным двигателем.

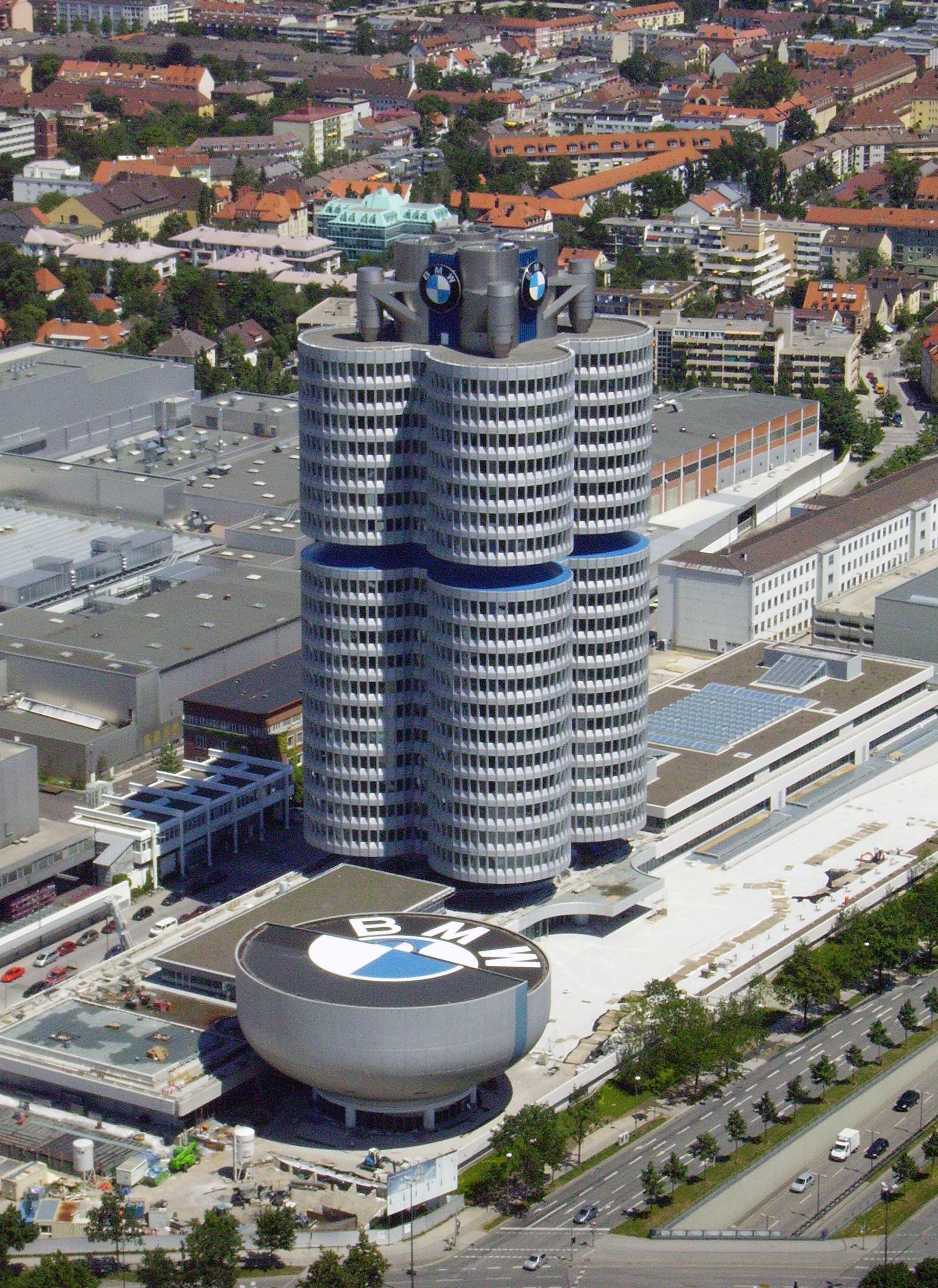
Штаб-квартира BMW и здание музея BMW в Мюнхене, Германия.

В 1951 году BMW выпустила свой первый послевоенный автомобиль — 501. Первым массовым автомобилем стала BMW Isetta, производство которой началось в 1955 году; идея создания миниатюрной машины принадлежала итальянской компании Iso, а созданный ей прототип кузова был куплен немцами. В 1956 году были представлены спортивные автомобили моделей 503 и 507, а в 1959 году модель 700 стала первым большим серийным успехом для BMW. Также в 1959 году контрольный пакет акций компании приобрели братья Герберт и Харальд Квандт, что укрепило финансовое положение BMW. В 1963 году компания начала приносить прибыль, а к концу десятилетия продажи автомобилей достигли 145 тысяч в год, выручка — 1,4 млрд марок.
1970-е годы стали периодом быстрого роста, были открыты новые заводы в Германии, созданы филиалы в западноевропейских странах и в США; BMW начала поставлять моторы для участников Формулы-1. В начале 1980-х начал работу первый зарубежный завод в Австрии по производству дизельных двигателей. С 1980-х годов всё более значительную конкуренцию BMW начали составлять японские производители, сначала на рынке мотоциклов, а затем и автомобилей; главной проблемой компании была высокая стоимость рабочей силы. В 1994 году был запущен завод в Спартанберге (Южная Каролина, США). Также в этом году за 1,2 млрд долларов был куплен британский производитель автомобилей Rover Group; позже один из акционеров BMW назвал эту сделку худшим капиталовложением в корпоративной истории Германии, миллиарды долларов были вложены в модернизацию заводов Rover, но приносили лишь большие убытки и в 2000 году бренд Rover и связанные с ним активы были проданы за номинальные 15 долларов; от этой операции остался лишь бренд MINI и несколько британских заводов. В 2003 году был куплен ещё один британский бренд, Rolls-Royce.
В 2003 году с китайской компанией Brilliance China Auto было создано совместное предприятие BMW Brilliance Automotive. В феврале 2022 года BMW увеличила свою долю в нём с 50 до 75 %, заплатив китайской стороне 3,7 млрд евро. Совместное предприятие производит около 700 тыс. автомобилей в год на двух заводах в городе Шэньян. Там же в июне 2022 года был открыт третий завод, который производит электромобили.
В 2013 году прошла презентация электромобиля BMW i3 и гибрида i8.

## Собственники и руководство

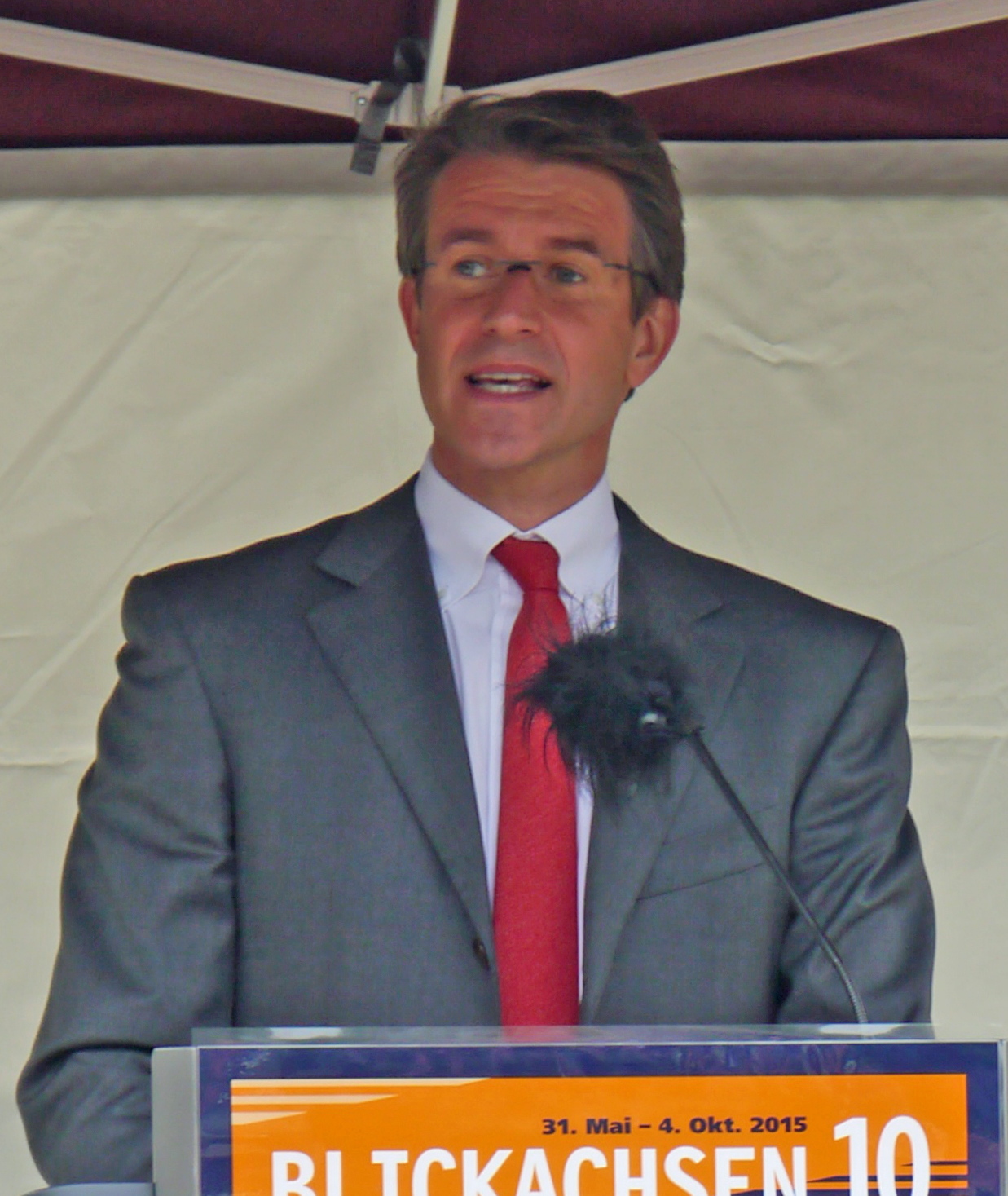
Штефан Квандт, 2015 год

Держателем блокирующего пакета акций (25,8 %) является Штефан Квандт (род. 9 мая 1966 года). Его сестре Сусанне Клаттон (Susanne Klatten, род. 28 апреля 1962 года) принадлежит 20,9 % акций; оба входят в наблюдательный совет компании.
- Норберт Райтхофер (Norbert Reithofer, род. 29 мая 1956 года) — председатель наблюдательного совета, с 2006 по 2015 год был председателем правления, в компании с 1987 года. Также член наблюдательного совета Siemens и сената Общества Макса Планка.
- Оливер Ципсе[англ.] (род. 7 февраля 1964 года) — председатель правления с августа 2019 года, в компании с 1991 года. Член Европейского круглого стола промышленников, Европейской ассоциации автопроизводителей, сената Общества Фраунгофера[2].

## Деятельность
В 2021 году группа BMW выпустила 2,52 млн автомобилей (включая совместные предприятия, на которые пришлось 650 тыс. автомобилей); основным брендом является BMW (2,21 млн штук), далее следуют MINI (302 тыс.) и Rolls-Royce (6 тыс.). Мотоциклов за тот же год было произведено 194 тысячи.
Производственные мощности группы насчитывают 31 завод:
- собственные заводы — 8 в Германии, 4 в Великобритании, 2 в Бразилии, по одному в Австрии, Мексике, США, Индии, Таиланде и ЮАР;
- BMW Brilliance Automotive (совместное предприятие, 75 %) — 3 завода в городе Шэньян (Китай);
- заводы партнёров — по одному в Австрии, Нидерландах, России (Калининград, «Автотор»), Китае, Индии, Индонезии, Египте и Малайзии.

Крупнейшие заводы находятся в Спартанберге (США, 434 тыс. автомобилей в год), Дадуне (район Шэньяна, КНР, 365 тыс.), Теси (район Шэньяна, КНР, 335 тыс.), Дингольфинге (Германия, 245 тыс.), Лейпциге (Германия, 192 тыс.), Оксфорде (Великобритания, 187 тыс.), Регенсбурге (Германия, 183 тыс.), Мюнхене (Германия, 151 тыс.), Борне (Нидерланды, завод компании VDL Nedcar, 105 тыс.).
На производство 1 автомобиля затрачивается 2,1 МВт-часов энергии, при этом выделяется 330 кг углекислого газ (не считая комплектующие сторонних производителей).
Группе BMW принадлежат научно-исследовательские центры в 13 странах: Германия (5), США (5), Китай (4), Япония, Сингапур, ЮАР, Бразилия, Израиль, Республика Корея, Австрия, Франция, Португалия и Великобритания.
Группа имеет большую дилерскую сеть: 3500 дилеров BMW, 1600 — MINI, 150 — Rolls-Royce, 1200 — мотоциклы. Кроме этого, имеется 41 торговое представительство. Основными рынками сбыта являются Китай (23 % выручки), США (19 %), Германия (13 %), Великобритания (7 %), а также Италия, Франция и Республика Корея (по 3 %).
Подразделения по состоянию на 2021 год:
- Автомобили — производство и продажа автомобилей; 69 % выручки;
- Мотоциклы — производство и продажа мотоциклов; 2 % выручки;
- Финансовые услуги — лизинг и кредитование покупки автомобилей под брендами группы; 28 % выручки;
- Прочая деятельность.

Основным конкурентом BMW на рынке легковых автомобилей является Mercedes-Benz. Также конкуренцию фирме составляют автомобили Audi и Lexus и даже Infiniti.
Член Ассоциации европейских производителей автомобилей (ACEA).
|                     | 2012  | 2013  | 2014  | 2015  | 2016  | 2017  | 2018  | 2019  | 2020  | 2021  |
| ------------------- | ----- | ----- | ----- | ----- | ----- | ----- | ----- | ----- | ----- | ----- |
| Оборот              | 76,85 | 76,06 | 80,40 | 92,18 | 94,16 | 98,28 | 96,86 | 104,2 | 98,99 | 111,2 |
| Чистая прибыль      | 5,111 | 5,329 | 5,817 | 6,396 | 6,910 | 8,675 | 7,064 | 5,022 | 3,857 | 12,46 |
| Активы              | 131,8 | 138,4 | 154,8 | 172,2 | 188,5 | 195,5 | 208,9 | 228,0 | 216,7 | 229,5 |
| Собственный капитал | 30,61 | 35,60 | 37,44 | 42,76 | 47,36 | 54,11 | 57,83 | 59,91 | 61,52 | 75,13 |

## BMW в России
С 1999 до 2022 года сборка некоторых моделей для российского рынка осуществлялась на заводе «Автотор» в Калининграде.
| Год  | Продано, штук |
| ---- | ------------- |
| 2015 | 27 486        |
| 2016 | 26 456        |
| 2017 | 29 143        |
| 2018 | 36 335        |
| 2019 | 40 268        |
| 2020 | 42 840        |
| 2021 | 46 310        |
| 2022 | 10 430        |

## Скандалы
В июле 2021 года принято решение, что компания заплатит за загрязнение планеты 373 миллиона евро. Так закончилось дело о картельном сговоре нескольких автоконцернов, которые использовали специальное программное обеспечение, чтобы занизить показатели по вредным выбросам при тестировании.
В сентябре 2021 года на компанию подала в суд Германская природоохранная организация Deutsche Umwelthilfe (DUH). Исковое требование — снизить выбросы углекислого газа от их автомобилей и закончить выпуск машин с двигателями внутреннего сгорания к 2030 году. Несмотря на соответствующие правовые акты, компания отказалась выполнять эти требования, чем и спровоцировала судебные разбирательства.